# 何如
何如（1909年—1989年），字亮亭，男，广东梅县人，中国翻译家、法语文学研究家，曾任南京大学教授、博士生导师。